# Зденко Кобешчак
Зденко Кобешчак (Загреб, 3. децембар 1943) је бивши хрватски и југословенски фудбалер, а касније и фудбалски тренер.

## Каријера
Играо је у загребачким НК Динаму и НК Загребу, словеначком НК Марибору, те у француском Рену и Монлисону. Са Динамом је освојио два Купа маршала Тита (1963. и 1965).
Два пута је наступао за репрезентацију Југославије, 27. октобра 1963. у Букурешту против Румуније (1:2) и 22. новембра 1964. у Београду против СССР-а (1:1).
Након играчке каријере посветио се тренирању у матичном Динаму. Два пута је водио и први тим Динама (1985. и 1991). Био је помоћни тренер Мирку Јозићу у младој југословенској репрезентацији на Светском јуниорском првенству у Чилеу 1987.